# SG Española
Sociedad Gimnástica Española de San José, häufig auch verkürzt als SG Española oder SGE bezeichnet, war Fußballverein aus San José, Costa Rica. Wegen ihrer traditionell roten Spielkleidung war die Mannschaft auch unter dem Spitznamen Diablos Rojos (dt. Rote Teufel) bekannt.

## Geschichte
Die SGE wurde am 11. Juni 1911 gegründet und war Gründungsmitglied der 1921 eingeführten Primera División de Costa Rica.
Sowohl in der Eröffnungssaison 1921 als auch in den späteren Spielzeiten 1928, 1930, 1933, 1937, 1938 und 1942 wurde die Mannschaft jeweils Vizemeister. Darüber hinaus erreichte sie viermal (1934, 1944, 1945 und 1949) das Pokalfinale, war aber auch hier immer nur „zweiter Sieger“. Die Tatsache, dass die SGE häufig Zweiter wurde, aber nie einen Titel auf nationaler Ebene gewann, brachte ihr den zusätzlichen Spitznamen Eterno subcampeón (dt. Ewiger Vizemeister) ein.
Am Ende der Spielzeit 1961 endete das Erstligaabenteuer der Diablos Rojos, die in den nächsten Jahren bis in die Tercera División abstürzten. Dort gewannen sie in den Spielzeiten 1972/73 und 1974/75 jeweils die Meisterschaft der Región 7, Filial de San José.
Nachdem der Verein später zum Erliegen gekommen war, startete der Unternehmer Ceferino Casero im Jahr 2006 ein Projekt zur Wiederbelebung des Traditionsvereins.